# Sudbeni kotar Rab
Sudbeni kotar Rab bio je jedan od sudbenih kotara (njem. Gerichtsbezirk), koji su predstavljali manje upravno-teritorijalne jedinice nekadašnje Carevine Austrije u okvirima Austro-Ugarske monarhije. Zajedno sa sudbenim kotarima Biograd, Pag i Zadar činio je veću upravno-teritorijalnu jedinicu politički kotar Zadar u sastavu austrijske krunske zemlje Dalmacije. Prostirao se je 1900. godine na 103,46 km.2 Sjedište sudbenog kotara bilo je u Rabu, a službeno je iskazivan i na talijanskom jeziku pod imenom Arbe.

## Stanovništvo
Godine 1900. u sudbenom je kotaru Rabu živjelo 4.465 stanovnika popisanih kao lokalno civilno stanovništvo i "stranci" (stanovništvo iz drugih dijelova carstva - "nezavičajno" (njem. Staatsfremde) bez stalnog boravka u Dalmaciji, zatečeno na licu u vrijeme popisa, koje je u popisnim kolonama bilo vjerski, ali ne i jezično raspoređeno)), te kao vojničko stanovništvo. Izjašnjavanja u smislu narodnosne pripadnosti nije bilo, a hrvatski i srpski jezik iskazani su kao jedan jezik pod službenim imenom "srpsko-hrvatski jezik" (njem. serbo-kroatisch).
U odnosu na strukturu stanovništva ukupno je popisano 4.465 osoba ili 100% iz reda civilnog stanovništva, od toga lokalnog, "zemaljskog" iz Dalmacije 4.445 ili 99,55%, te "nezavičajnog" odn. iz drugih dijelova monarhije 20 osoba ili 0,44%. Vojničkoga stanovništva nije bilo.
| Sudbeni kotar Rab | 4.465 | 4.465 | - | - | 3     | 4.210  | 224   | 8     | 20    | Sada je podijeljen između upravnih jedinica: grada Raba i općine Lopar (Primorsko-goranska županija). |
| %                 | 100%  | 100%  | - | - | 0,06% | 94,28% | 5,01% | 0,17% | 0,44% | |

## Naselja
Sudbeni kotar Rab koji je istodobno bio i općina sastojao se iz 7 naseljenih mjesta i njihovih dijelova - zaselaka (u zagradi je broj stanovnika s popisa od 31. prosinca 1900. godine):
| Banjol (Bagnol)                    | 632 | 632 | - | - | - | 632 | -   | - | -  | Antić (103), Gorinci (56), Kaplak (106), Luka (69), Padova (234), Pod Kavat (64) | Sadrži podatke i za naselje Rab (dio naselja Padova).                     |
| Barbat (Barbato)                   | 719 | 719 | - | - | - | 718 | 1   | - | -  | Barbat (Barbato) (267), Grpe (231), Kaštel (Castello) (101), Mirino (16), Punta (6), Ravni (27), Saldoc (35), Sreda (36) | Sada se iskazuje pod imenom Barbat na Rabu.                               |
| Kampor (Campora)                   | 454 | 454 | - | - | - | 454 | -   | - | -  | Drašine (19), Dundo (3), Frkanj (6), Kampor (Campora) (212), Kanitalj (0), Ograde (36), Ovihovica (18), Plaine (39), Ripine (30), Soprahova Draga (26), Srede (23), Sveta Fumija (S. Eufemia) (12), Sveti Kristofor (S. Cristoforo) (0), Tovičeva Draga (8), Valanga (22) |                                                                           |
| Lopar (Loparo)                     | 664 | 664 | - | - | - | 664 | -   | - | -  | Kosovo (17), Kruna (394), Lopar (Loparo) (142), Na Civi (1), Na Pešće (7), Na Polje (22), Na Stani (18), Razkrižje (4), Veliput (10), Vrh Mula (49) |                                                                           |
| Mundanija (Mondaneo)               | 566 | 566 | - | - | - | 566 | -   | - | -  | Mundanija (Mondaneo) (530), Palit (29), Sveti Ilija (7) | Sada se iskazuje pod imenom Mundanije. Sadrži podatke i za naselje Palit. |
| Rab (Arbe)                         | 752 | 752 | - | - | 3 | 498 | 223 | 8 | 20 | Rab (Arbe) (739), Trstenik (13) |                                                                           |
| Supetarska Draga (Valle S. Pietro) | 678 | 678 | - | - | - | 678 | -   | - | -  | Gonar (38), Hržišće (6), Izpod Fruge (90), Punta (60), Ravnica (9), Supetarska Draga (Valle S. Pietro) (475) |                                                                           |